# Jean-Victor Tesnière-Bresménil
Jean-Victor Tesnière-Bresménil est un homme politique français né le 8 mars 1763 à Avranches (Manche) et décédé le 10 décembre 1811 au même lieu.
Lieutenant général du bailliage d'Avranches, il est membre de l'assemblée provinciale de la Basse-Normandie, en 1788. Officier municipal d'Avranches et président de l'administration départementale en 1792, il est conseiller général en 1800, puis député de la Manche de 1807 à 1811. Il est baron d'Empire en 1809.

## Sources
- « Jean-Victor Tesnière-Bresménil », dans Adolphe Robert et Gaston Cougny, Dictionnaire des parlementaires français, Edgar Bourloton, 1889-1891 [détail de l’édition]